# Club olympique de Saint-Dizier (section volley-ball)
 (29 décembre 2018).
Le COSD Volley-ball est un club de Volley-ball basé à Saint-Dizier (Haute-Marne). Historiquement, le COSD volley-ball est un club de niveau national : pendant plusieurs décennies, l'équipe masculine oscille entre la Nationale 2 (quatrième division nationale) et la Nationale 3 (cinquième division nationale). De même, l'équipe féminine passe de nombreuses saisons dans les championnats de Nationale 2 (troisième division nationale) et de Nationale 3 (quatrième division nationale), atteignant même la deuxième division dans les années 1980. L'équipe masculine réalise quant à elle une épopée lors de la Coupe de France 2011, s'inclinant en 16èmes de finale et finissant 17ème de la compétition. Aujourd'hui, l'équipe fanion du club est l'équipe masculine qui évolue en pré-nationale Grand-Est, la première division régionale.

## Histoire du club

### Situation actuelle

#### Bilan sportif et gestion
Le COSD volley-ball évolue au plus haut niveau en pré-nationale masculine pour la saison 2021-2022. Cette saison voit l'émergence d'une nouvelle équipe féminine au niveau régionale 1. Les jeunes du club affrontent les clubs de volley-ball du Grand-Est au championnat régional. 
L'équipe masculine côtoie les différents niveaux régionaux depuis sa relégation de nationale 3 lors de la saison 2012-2013. La saison suivante, elle parvient à se qualifier sportivement en nationale 3, mais le club refuse la montée. Depuis 2015, l'équipe féminine peine à garder un effectif stable lui permettant de mener à bien un projet de montée en pré-nationale. À plusieurs reprises, le club n'engage pas d'équipe féminine dans le championnat régional. En 2021, cette équipe souhaite jouer la montée en pré-nationale. 
Le club compte entre 120 et 150 adhérents par saison, ce chiffre reste assez stable depuis une quinzaine d'années.

#### Noms et identité visuelle
Jusqu'à la fin du XXe siècle, le club porte le nom d'industries locales de la ville: Sima, CASE IH. Le club garde le nom de l'usine McCormick associé à celui de COSD jusqu'en 2009. 
Depuis 2014 et la disparition du Club Omnisport de Saint-Dizier, le club s'appelle Club Olympique Saint-Dizier et reprend le même nom que l'emblématique club de football de la ville. Cette nouvelle dénomination lui permet de garder l'abréviation COSD.

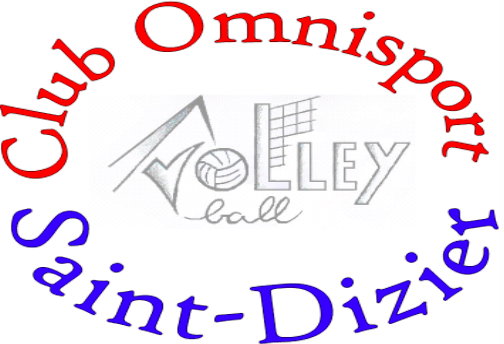
Logo du club dans les années 2010

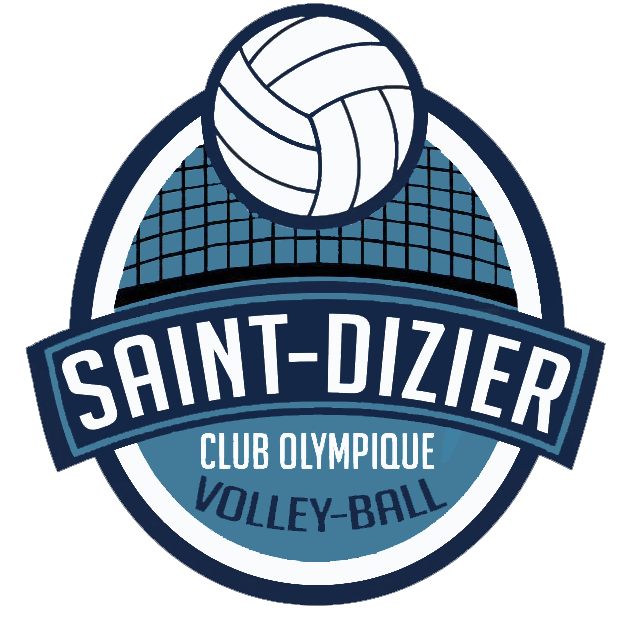
Logo du club utilisé sur les réseaux sociaux. Le logo figurant sur les maillots étant plus foncé

### Les féminines au niveau national
- 78-79: Montée en N3. Elles terminent 3e sur 8.

- 80-81 : les Seniores F enlèvent en haute lutte, la 1re place de Nationale 3 et obtiennent leur billet pour la Nationale 2. C'est la 1re fois qu'une équipe champenoise atteint ce niveau : 24e au niveau national.

- 81-82 : L'équipe Seniores F déclarent forfait.

- 88-89 : Nouvelle montée des Féminines en nationale 3 mais descente en fin de saison avec 3 match gagné sur 20.
- 90-91 : Remontée en Nationale 3, après avoir remporté largement le championnat régional, avec un seul set concédé dans la saison.
- 97-98 : Montée des Seniores F en Nationale 2, en terminant meilleures 2èmes du championnat National 3. Mais elles termineront à la 10e place et quittent donc la N2 pour retrouver la N3 la saison suivante.
- 98-99 : Retour en N3. Les féminines remportent leur championnat de N3 et retrouvent la N2 la saison suivante.
- 1999-2000 : Montée des féminines en Nationale 2.
- 2011 : Montée en N3 après 11 ans passés au niveau régional. L'équipe est reléguée cette saison même en "pré-nationale".
- 2012 : L'équipe remonte en N3 et se maintient.
- 2013 : elle est reléguée en pré-nationale.

### Les masculins au niveau national et régional
- 2007 : Après de nombreuses années en Nationale 3, montée de l'équipe en N2.

- 2008 : Relégation en N3 après avoir terminé 10e sur 12.

- 2011 : L'équipe atteint les 16ème de finale de la coupe de france mais se fait battre par l'ASVB Orange-Nassau (Ligue B)

- 2013 : L'équipe est reléguée en pré-nationale. Il y a désormais deux équipes Bragardes en pré-nationale.

- 2015 : Relégation de l'équipe en régionale.

- 2017 : Avec une équipe largement composée de jeunes formés au club, le club remonte en pré-nationale.

- Saison actuelle (2022-2023) : L'équipe masculine joue en pré-nationale et s'y stabilise pour une quatrième saison consécutive.

## Effectifs

### Effectifs de l'équipe masculine

#### Saison 2022-2023 (Prénationale)
Entraîneur :  Régis Mercier
| Numéro | Nom               | Poste                   | Nationalité |
| ------ | ----------------- | ----------------------- | ----------- |
| 1      | LESBATS Timothé   | Réceptionneur-attaquant | France      |
| 2      | VATTIER Alexandre | Pointu                  | France      |
| 4      | LESBATS William   | Passeur                 | France      |
| 5      | FLAMANT Lucas     | Passeur                 | France      |
| 6      | BAILLY Martin     | Pointu                  | France      |
| 7      | LESBATS Noah      | Central                 | France      |
| 8      | QUINZELING Noa    | Réceptionneur-attaquant | France      |
| 11     | CZEKATA Adrien    | Libéro                  | France      |
| 9      | MERCIER Régis     | Réceptionneur-attaquant | France      |
| 12     | GHORZI Yanis      | Central                 | France      |
| 13     | MAFRA Nicolas     | Passeur                 | France      |
| 14     | PIAT Emmanuel     | Libéro                  | France      |
| 15     | CZEKATA Adrien    | Libéro                  | France      |
| 16     | CHEMIN Thibaut    | Passeur                 | France      |

#### Saison 2021-2022 (Prénationale)
Entraîneur :  Régis Mercier
| Numéro | Nom                   | Poste                   | Nationalité |
| ------ | --------------------- | ----------------------- | ----------- |
| 1      | JEAN Fabien           | Réceptionneur-attaquant | France      |
| 2      | BEIRAO Killian        | Pointu                  | France      |
| 4      | DEULCEUX Didier       | Passeur                 | France      |
| 5      | MAHIAOUI Mohamed      | Central                 | France      |
| 6      | BAILLY Martin         | Pointu                  | France      |
| 7      | LESBATS Noah          | Central                 | France      |
| 9      | MERCIER Régis         | Réceptionneur-attaquant | France      |
| 10     | MAHIAOUI Sidi Mohamed | Central                 | France      |
| 11     | LESBATS Timothé       | Réceptionneur-attaquant | France      |
| 12     | CURIMAN Adrian        | Central                 | Roumanie    |
| 13     | MAFRA Nicolas         | Passeur                 | France      |
| 15     | MAGNIN Franck         | Libéro                  | France      |
| 16     | CHEMIN Thibaut        | Passeur                 | France      |

#### Saison 2011/2012 (Nationale 3)
Entraîneur :  Philippe Bailly  ; Entraîneur adjoint : NC
| Numéro | Nom                       | Poste                   | Nationalité |
| ------ | ------------------------- | ----------------------- | ----------- |
| 2      | LESBATS William           | Réceptionneur-attaquant | France      |
| 3      | LETAIEF Ausni             |                         | France      |
| 5      | MARGOT Clément            | Passeur                 | France      |
| 6      | DANCOT Nicolas            | Pointu                  | France      |
| 7      | PACTEAU Guillaume         | Libero                  | France      |
| 8      | DEULCEUX Didier           | Passeur                 | France      |
| 9      | VANCRAYNESTE Pierre-Louis | Réceptionneur-attaquant | France      |
| 10     | BAILLY Philippe           | Pointu                  | France      |
| 11     | MOUGINOT Nathaniel        | Central                 | France      |
| 12     | PIAT Emmanuel             | Réceptionneur-attaquant | France      |
| 14     | LAROCHE Sébastien         |                         | France      |

#### Saison 2010/2011 (Nationale 3)
Entraîneur : Philippe Bailly ; Entraîneur adjoint : Didier Deulceux
| Numéro | Nom                | Poste                   | Nationalité |
| ------ | ------------------ | ----------------------- | ----------- |
| 1      | BRESSON Anthony    | Libero                  | France      |
| 2      | LESBATS William    | Réceptionneur-attaquant | France      |
| 4      | MOUGINOT Nathaniel | Central                 | France      |
| 6      | DANCOT Nicolas     | Pointu                  | France      |
| 7      | MAIRE Nicolaï      | Réceptionneur-attaquant | France      |
| 8      | MARGOT Clément     | Passeur                 | France      |
| 10     | BAILLY Philippe    | Pointu                  | France      |
| 12     | PIAT Emmanuel      | Réceptionneur-attaquant | France      |
| 14     | LAROCHE Sébastien  | Central                 | France      |
| 15     | FURLANETTO Jérome  | Réceptionneur-attaquant | France      |